# Lista de condados do Havaí
Os cinco condados do Havaí no arquipélago do Havaí gozam de estatuto relativamente maior que muitos condados nos Estados Unidos continental. Rhode Island também tem cinco condados, fazendo o estado de Delaware com menos condados, três. Os condados do Havaí são os únicos órgãos governamentais legalmente constituídos inferiores ao do Estado. Nenhum nível formal de governo (tais como municípios) existem além daquele do condado no Havaí. Até Honolulu é governado como o Cidade e Condado de Honolulu, um condado que cobre a ilha inteira de Oahu.
Ao contrário dos outros 49 estados, o Havaí não delega responsabilidade educacional para comissões de escolas locais; a educação pública é administrada pelo Departamento de Educação do Havaí (HIDOE). A educação pública é coordenada pelo Departamento de Educação do Estado do Havaí - o estado não delega a responsabilidade educacional para comitês escolares locais como os outros 49 estados. Os condados do Havaí recolhem impostos sobre a propriedade e taxas de utilização a fim de apoiar a manutenção de estradas, actividades comunitárias, parques (incluindo salva-vidas em praias), colecta de lixo, a polícia, ambulâncias e os serviços de combate a incêndios.
Todos os condados foram criados em 1905 a partir de um território desorganizado, sete anos após o Território do Havaí ser criado. O Condado de Kalawao é usado exclusivamente como um leprosário, e não tem tantos representantes políticos eleitos quanto os outros condados. Vários serviços do Condado de Kalawao são providenciados pelo Condado de Maui. Por exemplo, a página online do escritório do Condado de Maui diz "O gabinete é também responsável pelas eleições no Condado de Maui e no Condado de Kalawao."
O código Federal Information Processing Standard (FIPS), usado pelo governo dos Estados Unidos para identificar estados e condados, é fornecido ao lado de cada entrada. O código do Havaí é 15, que quando combinado com qualquer código de condado seria escrito como 15XXX. O código FIPS para cada condado liga para os dados de censo desse condado.

## Condados
| Condado  | FIPS | Sede de condado | Data de criação        | Etimologia                                                                     | População | Área                   | Mapa |
| -------- | ---- | --------------- | ---------------------- | ------------------------------------------------------------------------------ | --------- | ---------------------- | ---- |
| Hawaii   | 001  | Hilo            | 10 de Maio de 1905     | Ilha Havaí, com o qual o condado é coincidente.                                | 185 079   | 4 028 mi² (10 400 km²) |      |
| Maui     | 009  | Wailuku         | 1 de Julho de 1905     | Ilha Maui, a maior das ilhas do condado.                                       | 154 834   | 1 120 mi² (2 900 km²)  |      |
| Kalawao  | 005  | Kalaupapa       | 10 de Novembro de 1905 | A aldeia de Kalawao, que fica dentro de seus limites. O menor condado dos EUA. | 88        | 52 mi² (135 km²)       |      |
| Honolulu | 003  | Honolulu        | 30 de Abril de 1905    | "Baía abrigada" ou "lugar de abrigo" no idioma havaiano.                       | 953 207   | 597 mi² (1 550 km²)    |      |
| Kauai    | 007  | Līhu'e          | 1 de Julho de 1905     | Ilha Kauai, a maior das ilhas do condado.                                      | 67 091    | 622 mi² (1 610 km²)    |      |